# Satavahana

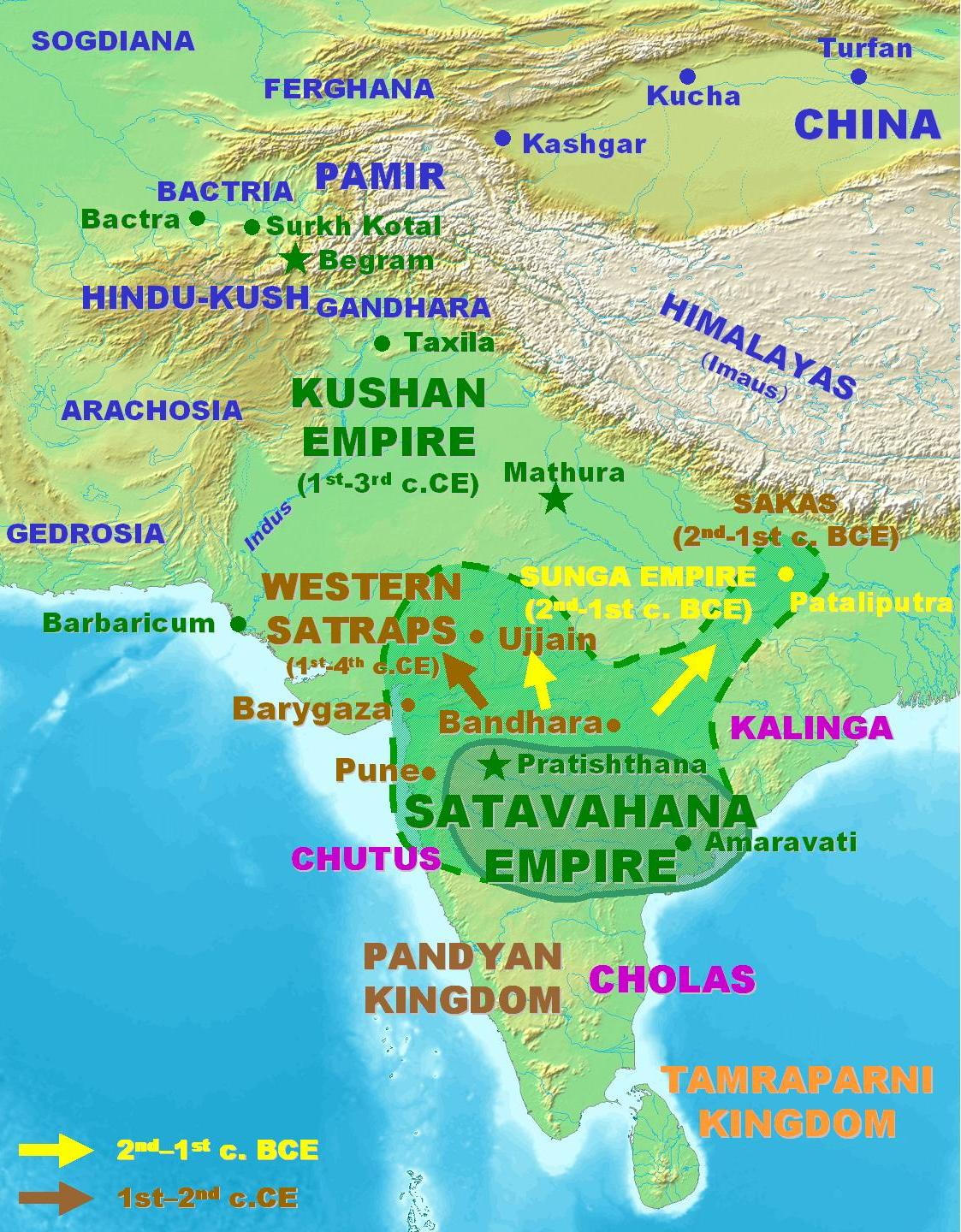
L’empire Satavahana et ses conquêtes.

L’empire Satavahana (Telugu : శాతవాహన సామ్రాజ్యము, Marathi: सातवाहन) ou Andhra est dirigé par une dynastie royale indienne basée à Dharanikota et Amaravati dans l'Andhra Pradesh, ainsi que Junnar (Pune) et Prathisthan (Paithan) dans le Maharashtra. Son territoire couvre une grande partie de l'Inde centrale à partir de 220 av. J.-C.. Bien qu'il y ait une certaine controverse sur le moment où la dynastie a pris fin, on estime qu'elle a régné pendant environ 450 ans, jusque vers 220 apr. J.-C.

## L'empire
Son centre est le pays de langue télougou appelé « Andhra », soit les bassins des fleuves Godâvâri et Krishna. L'empire s'est développé depuis les régions deltaïques de ces deux fleuves, et sa domination s'est progressivement étendue à travers le Deccan à l'actuel Mahârâshtra et le Mâlvâ, au nord du pays de langue tamoul, poussant peut-être jusqu'au Magadha pour sa frontière nord.
Les Satavahanas, d'abord feudataires de l'Empire Maurya, se rendent indépendants après la mort d'Ashoka et la dislocation de l'empire. La population de leur royaume est d’origine dravidienne préaryenne, mais la dynastie emprunte la culture indo-aryenne et sanskrite du Nord. Elle est en compétition avec la dynastie Shunga, puis avec celle des Kanva qui les remplacent dans le Magadha.
Après une période de déclin, Gautamiputra Satakarni (106-131) — un des grands souverains Satavahana — réussit à rétablir la puissance de la dynastie des Andhra, qui était au plus mal. En 124, Il bat le roi scythe Nahapana (en) et le satrape Ushavadata (en), détruisant la dynastie scythe des Ksaharâtas.

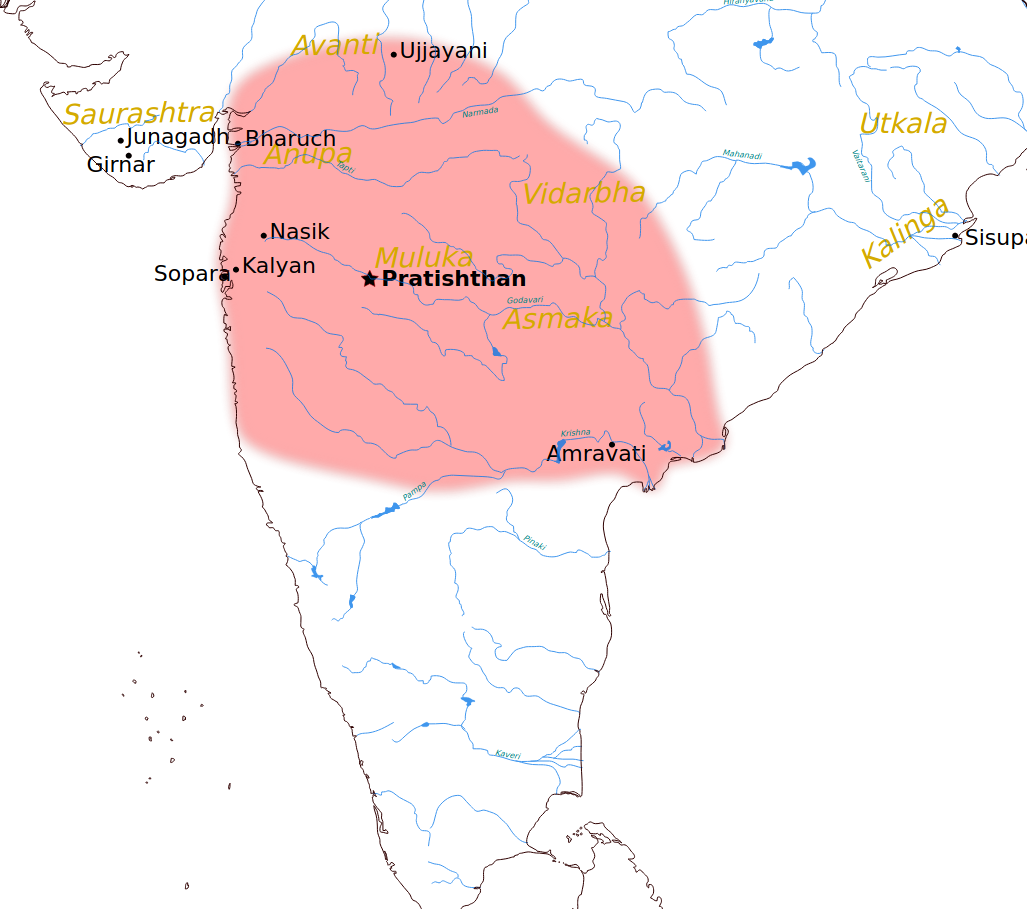
Extension approximative de l'empire sous le règne de Gautamiputra Satakarni en 125 de notre ère.

À partir du règne de Vijaya (203-209), l’empire Andhra se divise peu à peu en principautés indépendantes (203-227).

## Éléments culturels
Pline l'Ancien mentionne le pays d'Andhra, dans l'est du Deccan et rapporte qu'il comptait trente villes protégées par des murailles, de nombreux villages, une armée de 100 000 fantassins, plus 2 000 cavaliers et mille éléphants. 
Le bouddhisme et le brahmanisme s'épanouirent dans l'empire, et l'on sait que le roi Satakarni pratiqua l'ashvamedha, le grand sacrifice du cheval. C'est sous cette dynastie que furent bâtis les grands stûpas de Sânchî, dans le Madhya Pradesh actuel, et celui d'Amarâvatî, dans l'Andhra Pradesh; ils ont également participé à l'excavation et à l'embellissement des bâtiments du site d'Ellora. Certains de ses rois ont peut-être été bouddhistes, ou même, à l'origine, jaïna. Mais ils adoptent bientôt les éléments culturels brahmaniques, et sous le règne de Gautamiputra Satakarni, ils sont la première dynastie indigène qui frappe des monnaies dont la face présente l'effigie du souverain.